# Kaakkurijärvi (Övertorneå socken, Norrbotten)
Kaakkurijärvi är en sjö i Övertorneå kommun i Norrbotten och ingår i Torneälvens huvudavrinningsområde.